# Шнейдер, Виктор Миронович
Ви́ктор Миро́нович Шне́йдер (11 октября 1971, Пушкин, СССР — 6 января 2001, Гановер, Нью-Гэмпшир, США) — русский поэт, бард, прозаик и переводчик.

## Биография
Родился в Пушкине. После окончания школы пошёл по стопам отца и старшего брата и поступил в Санкт-Петербургский технологический институт учиться на биотехнолога. В 1991 году переехал в Германию и продолжил обучение в Гёттингенском университете. В 1998 году окончил университет по специальности «микробиология» и стал докторантом в Мюнхенском университете, однако через год покинул университет и осенью 2000 года отправился в Бостон — погостить у брата и поработать в его лаборатории. Погиб в результате несчастного случая на горнолыжном курорте.
Песни начал писать с 1987 года, стихи — на два года позже. В последний год перед отъездом из Ленинграда стал членом КСП «Двенадцать коллегий», участвовал в концертах, записал альбом песен. В Германии литературное творчество стало преобладать надо песенным: Шнейдер писал стихи и рассказы (рассказ «Великий немой. Голливудова мувь» впоследствии высоко оценил Макс Фрай), много печатался в местных альманахах, однако помимо этого продолжал выступать с концертами. В 1994 году в Харькове вышел первый (и последний прижизненный) сборник стихов «Отсюда, где Запад сошелся клином», а в следующем году — второй студийный альбом. После создания в 1997 году франкфуртского КСП стал его активным участником. В 1998 году стал победителем интернет-конкурса «Тенёта» за переводы стихов Герхарда Тэнцера (Gerhard Tänzer), а в следующем году переводы Шнейдера вошли в двуязычное издание стихов немецкого поэта «Hier und anderswo» («Здесь и где-то»). Кроме того, в 1998 году Шнейдер приступил к написанию романа «Гам лет и улиц. Городской роман-с», оставшегося неоконченным.
Вскоре после гибели Шнейдера был выпущен двухтомник его произведений, включавший тексты песен, стихи, переводы, прозаические произведения (с предисловием А. Городницкого), а также диск «В несуществующем году…», в который помимо песен вошло несколько стихотворений в авторском исполнении. В 2004 году на канале «Культура» был показан документальный фильм «Возвращение Виктора Шнейдера», где помимо друзей и близких о Викторе рассказали Ф. Искандер, А. Городницкий, В. Смехов. В Германии в память о Викторе ежегодно проводится Литературно-музыкальный и театральный фестиваль имени Виктора Шнейдера.

## Творчество
Творчество Шнейдера чрезвычайно разнообразно по форме: в песенном жанре оно простирается от романсов до рэпа, в стихотворном — от четверостиший (цикл «Сестра моя краткость») до поэм, к тому же насыщено цитатами и отсылками к произведениям других авторов (от А. Пушкина до М. Щербакова), а также переосмыслениями классических сюжетов (например, история о человеке, потерявшем тень, послужила основой для стихотворного цикла о судьбе эмигранта). Однако все произведения Виктора объединяет, по словам критиков, «лёгкая, светлая ирония — без горечи и тяжести черного юмора, без выведенной в конце нравоучительной морали, сведенной в дидактическую формулу. Шнейдер умеет с легкостью, как бы полушутя, говорить о самом серьезном и насущном: жизни и смерти, быте и бытии, поиске родины и — уже не поиске, а — познании себя — на родинах… Не случайно Шнейдер неоднократно возвращается и заново „обыгрывает“ темы античных мифов, библейских сюжетов, шекспировских пьес…». Кстати, «шекспировская» тема является одной из главных в творчестве Шнейдера (великий англичанин был одним из любимых авторов Виктора): по мотивам «Гамлета» в течение десяти лет создавалась драматическая поэма «Капли датского короля» (окончена в 1998 году), этой же пьесе посвящено эссе «Трагедия Гамлета, датского принца», произведения Шекспира затрагиваются во многих стихах Шнейдера, например

Люблю шекспировских злодеев

За их красивые идеи.

За некрасивые дела же

Их автор без меня накажет.

Постоянной темой для Виктора также стал первый снег: одноимённый цикл, посвящённый этому явлению, включает стихи и песни, создаваемые практически ежегодно на протяжении более десятка лет.